# Ferdinand von Rosenzweig
Ferdinand Ritter Edler Von Rosenzweig (Viena, 11 de julio de 1812 - Ciudad de México, 4 de septiembre de 1892) fue un oficial militar austriaco de alto rango y un prominente ingeniero y constructor. Trabajó para el gobierno del emperador (o káiser) Francisco José de Austria-Hungría y más tarde para el del emperador Maximiliano I de México. Se casó con la princesa Húngara Catarina Radzivil de Atavía, quien fue dama en la corte de la emperatriz Carlota de México. Durante su servicio bajo el Segundo Imperio Mexicano se hizo cargo del trazo y la construcción del Paseo de la Emperatriz (actual Paseo de la Reforma) que conectaba al Palacio de Chapultepec, residencia de los soberanos, con el centro de la ciudad. Tras la caída del imperio permaneció en México y a petición del gobierno republicano se encargó de una variedad de trabajos de ingeniería, dentro de los cuales destaca la Presa Necaxa, primer fuente de electricidad para la Ciudad de México.